# CMC盃職業圍棋電視快棋賽
CMC盃職業圍棋電視快棋賽，簡稱CMC盃，台灣棋院主辦，中環公司（英文縮寫CMC）贊助，緯來電視網播放。
CMC盃成立宗旨在於提昇台灣職業棋士之快棋能力，以期能進軍亞洲盃電視快棋賽。但因為公共電視文化事業基金會因轉播權利金問題而無法配合播放，只能向民營電視台購買時段播放，也因此努力多年仍未能讓中日韓三方接受進軍亞洲盃。日本、韓國、中國皆為公共電視台（日本放送協會、韓國放送公社）或國營電視台（中國中央電視台）主辦、協辦或贊助。

## 賽制
- 預選：採單敗陶汰，選出八名選手進入本賽。
- 本賽：前一年度棋院排名順位前16名，加上預選選出之八名選手，共24位職業棋士採單淘汰賽。前八名種子首輪輪空
- 採單敗淘汰制，決賽採三番棋（三戰兩勝）。
- 比賽時限：讀秒19次每次30秒，黑貼還六目半。
- 下屆8名保留者：（1）本屆前四名；（2）棋院排名順位前四名。

## 獎金
- 獎金規模：70萬
- 冠軍獎金：20萬元；亞軍獎金：7萬元。
- 預賽：基本對局費3,000元
- 本賽：基本對局費6,000元（冠亞軍賽無對局費）

## 歷屆冠亞軍
| 屆次 | 年份   | 冠軍        | 比數 | 亞軍        |
| ---- | ------ | ----------- | ---- | ----------- |
| 1    | 2001年 | 彭景華 六段 | 1:0  | 周俊勳 九段 |
| 2    | 2002年 | 周俊勳 九段 | 1:0  | 林至涵二段  |
| 3    | 2003年 | 陳逸達 二段 |      | 彭景華 七段 |
| 4    | 2004年 | 陳逸達 三段 |      | 林書陽 二段 |
| 5    | 2005年 | 林至涵 七段 |      | 陳鋒 初段   |
| 6    | 2006年 | 林至涵 七段 |      | 蕭正浩 五段 |
| 7    | 2007年 | 陳詩淵 七段 | 2:0  | 劉耀文 初段 |
| 8    | 2008年 | 林至涵 八段 | 1:0  | 夏大銘 五段 |

## 賽事沿革
- 2000年第一屆：
  - 冠軍獎金：20萬元；亞軍獎金：10萬元。
  - 預賽：基本對局費5,000元
  - 時限五分鐘，讀秒30秒10次
- 2007年第八屆：
  - 獎金規模：75萬
  - 首度採用預選制：
    - 預選：採單敗陶汰，選出八名選手進入本賽。
    - 本賽：前一年度棋院排名順位前16名，加上預選選出之八名選手，共24位職業棋士採單淘汰賽。前八名種子首輪輪空

  - 冠軍獎金：20萬元；亞軍獎金：7萬元。
  - 預賽：基本對局費3,000元
  - 本賽：基本對局費6,000元（冠亞軍賽無對局費）
  - 比賽時限：讀秒19次每次30秒
- 下屆8名保留者：（1）本屆前四名；（2）棋院排名順位前四名。